# Partito Viola
Il Partito Viola (in spagnolo: Partido Morado) è un partito politico peruviano. Il partito si autodefinisce centrista, repubblicano e radicale, ed è il partito politico dell'ex presidente del Perù Francisco Sagasti.

## Ideologia
Il Partito Viola è un partito liberale e progressista. Il partito difende il libero mercato, definendolo l'unico sistema economico che permette crescita e prosperità. Nonostante ciò criticano alcune caratteristiche di esso, come il monopolio.